# Joannes de Cordua

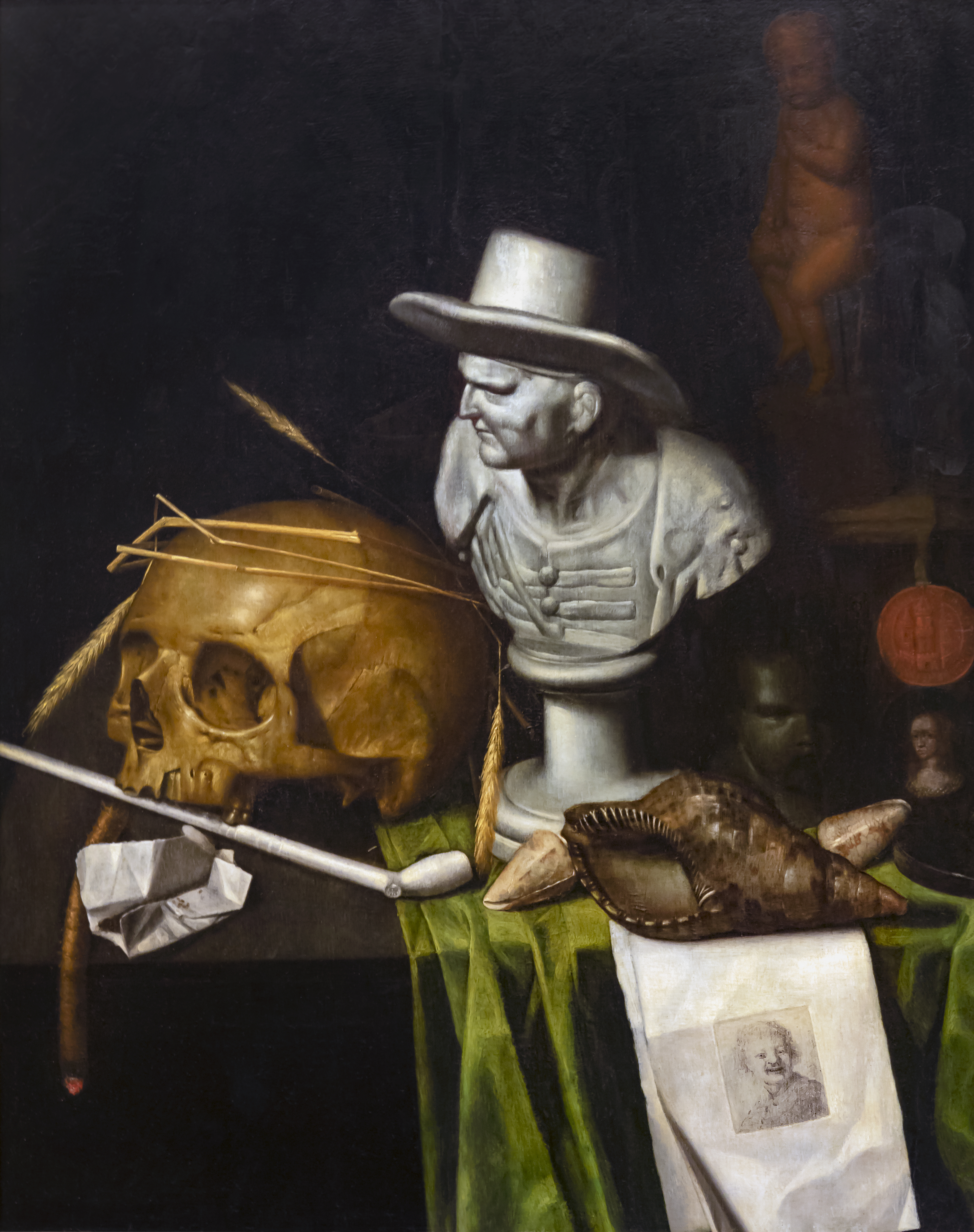
Vanitas con busto (1665), Museo de Bellas Artes de Pau

Joannes de Cordua (Bruselas, 1630-Viena, 1702) fue un pintor flamenco. 

## Biografía
Activo en Viena y Praga, fue autor de pintura religiosa, escenas de género, retratos y bodegones. Cabe destacar su Vanitas con busto (1665, Museo de Bellas Artes de Pau), donde expuso sobre una mesa una calavera coronada de espigas, un busto, una pipa, una caracola, un dibujo y varios objetos más.